# Philippe de Corguilleray
 (février 2021).
Si vous disposez d'ouvrages ou d'articles de référence ou si vous connaissez des sites web de qualité traitant du thème abordé ici, merci de compléter l'article en donnant les références utiles à sa vérifiabilité et en les liant à la section « Notes et références ».
Philippe de Corguilleray, seigneur du Pont et de Sommecaise, (fl. 1550-1560), Bourguignon, originaire de Sommecaise est un gentilhomme campagnard de la petite noblesse, explorateur et colonisateur français calviniste et huguenot.
En raison des guerres de religion, Philippe de Corguilleray s'établit à Genève où il possède un petit domaine dans le pays de Gex.
Philippe de Corguilleray est sollicité par Gaspard II de Coligny pour venir en aide à l'amiral Nicolas Durand de Villegagnon qui lui demande de l'aide afin de peupler la petite colonie française de Fort Coligny situé dans la France antarctique au Brésil.
L'expédition fut mise sur pied par Philippe de Corguilleray, avec à son bord deux pasteurs, Pierre Richer, d'une cinquantaine d'années, et Guillaume Chartier, jeune étudiant de théologie de Genève. Outre ces deux, faisait partie de l'expédition le cordonnier Jean de Léry – qui fera plus tard un récit de son voyage, en tout une quinzaine de personnes partent de Genève pour rejoindre le port du Havre pour embarquer, avec quelques centaines d'émigrants protestants, à destination du Brésil. 
L'expédition fut financée par Coligny et Villegagnon et prit le départ le 19 novembre 1556. 
L'expédition transportait près de trois cents personnes, dont cinq jeunes filles qui devaient se marier au Brésil. Les trois navires, commandés par Bois-le-Compte, ne purent se ravitailler aux Canaries, et obtinrent les vivres nécessaires en prenant d'assaut des navires espagnols et portugais. L'eau et la nourriture furent rationnées. Le voyage fut marqué par une certaine indiscipline des passagers. Après un court séjour à Cabo Frio le 26 février 1557, l'expédition arrive à Guanabara le 7 mars 1557. 
Villagagnon se heurte rapidement à Philippe de Corguilleray, qui conteste son autorité et prend la tête des huguenots contre les catholiques français du fort Coligny. Corguilleray quitte le fort et s'installe sur la terre ferme avec une partie des colons protestants, parmi les 
indigènes Topinambous.
En avril 1558, Philippe de Corguilleray et quelques Huguenots rentrent en France et répandent la rumeur que Villegagnon veut créer sa propre colonie et devenir roi de celle-ci en fondant sa propre dynastie. Villegagnon rentrera en France pour défendre sa réputation devant le roi de France François II et la reine Marie Stuart. Il recevra le soutien du duc de Guise qui prendra sa défense.